# Frank Lohrberg

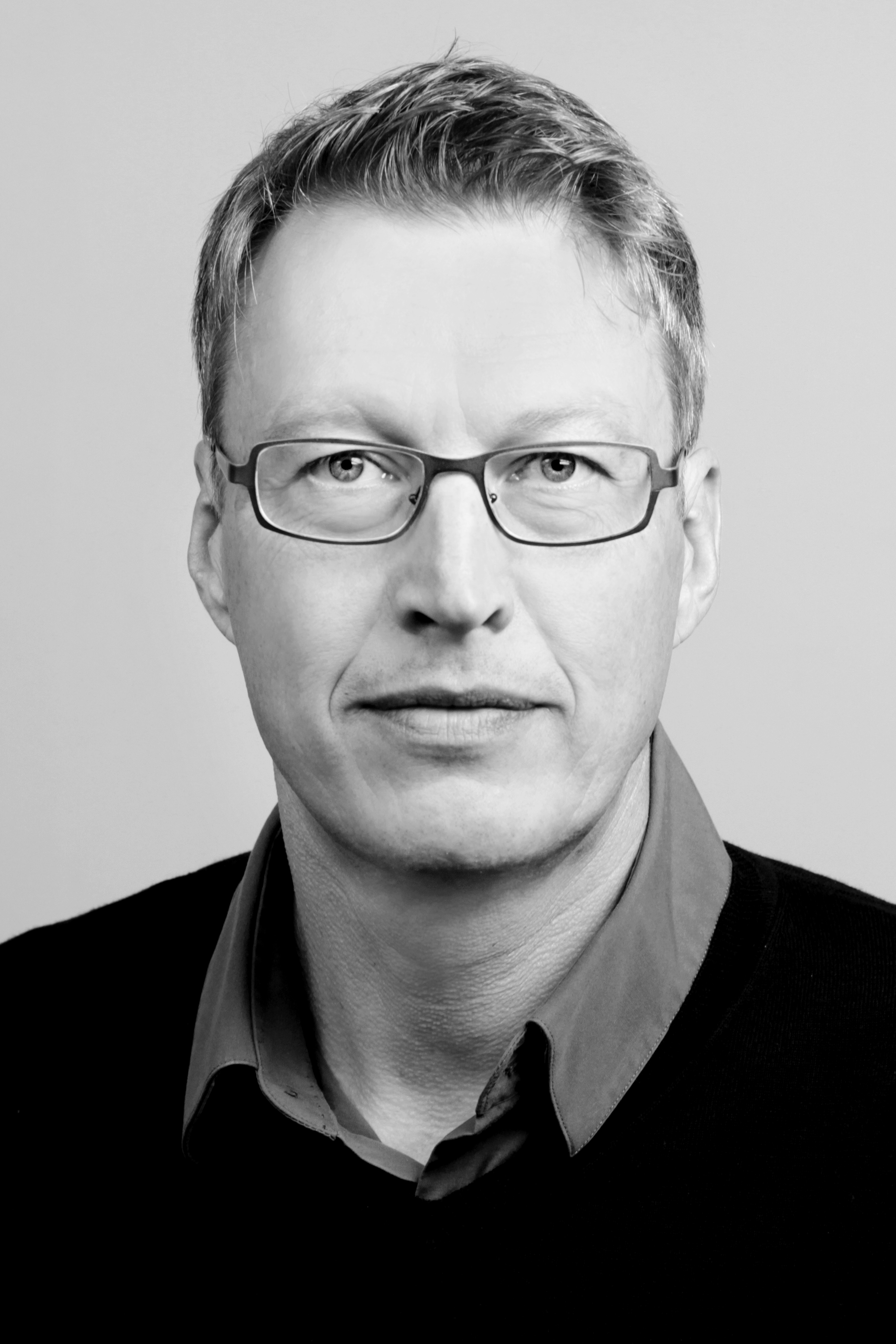
Frank Lohrberg

Frank Lohrberg (* 26. Januar 1964) ist ein deutscher Landschaftsarchitekt und Universitätsprofessor an der Rheinisch-Westfälischen Technischen Hochschule in Aachen (RWTH Aachen University), wo er seit 2010 den Lehrstuhl für Landschaftsarchitektur innehat.

## Werdegang
Frank Lohrberg studierte Landespflege an der Universität Hannover. 1990 gewann er den Peter-Joseph-Lenné-Preis des Landes Berlin. Nach ersten Berufsjahren bei einem freien Planungsbüro wechselte er 1994 an die Universität Stuttgart und war dort als wissenschaftlicher Assistent bei Giselher Kaule bis 2001 tätig. In dieser Zeit promovierte er zum Thema „Stadtnahe Landwirtschaft in der Stadt- und Freiraumplanung“. 2002 gründete Lohrberg das Planungsbüro „lohrberg stadtlandschaftsarchitektur“, das er seit 2011 als Partner in einer Partnerschaftsgesellschaft mbH führt. 2010 wurde er an die RWTH Aachen, Fakultät für Architektur, auf den Lehrstuhl für Landschaftsarchitektur berufen. Seit 2021 ist Frank Lohrberg Dekan der Fakultät für Architektur der RWTH Aachen und leitet dort seit 2024  den Profilbereich „Built and Lived Environment“ der RWTH Aachen.
Lohrberg ist Mitglied des Bundes Deutscher Landschaftsarchitekten, der Deutschen Akademie für Städtebau und Landesplanung, des Werkbundes und des Fördervereins Bundesstiftung Baukultur.
Zu seinem gebauten Werk gehören der Auenpark in Marktredwitz, der Belvedere-Park in Köln, das Waldlabor Köln, der Residenzbereich in Donaueschingen und der Veielbrunnenpark in Stuttgart.
In seiner Forschung fokussiert sich Lohrberg auf Schnittstellen zwischen Landschaftsarchitektur und Stadtentwicklung und die Themen „Urban Agriculture“, „Green Infrastructure“ und „Cultural Heritage“. Mit seinen Schriften und Projekten hat er das Konzept der „urbanen Landwirtschaft“ im deutschsprachigen Raum etabliert.

## Schriften (Auswahl)

### Monografien
- Stadtnahe Landwirtschaft in der Stadt- und Freiraumplanung. Ideengeschichte, Kategorisierung von Konzepten und Hinweise für die künftige Planung Stuttgart, Fakultät Architektur und Stadtplanung, Institut für Landschaftsplanung und Ökologie, 2001, DNB 962773948 (Dissertation Universität Stuttgart, 2001, 203 Seiten online 2 PDF-Dateien, kostenfrei, 203 Seiten, 8,94 MB).
- gemeinsam mit Jasmin Matros: Grüne Labore. Experimente zum Stadtpark von morgen. Societäts-Verlag, Schriftenreihe Lebendige Stadt, 9, 1–9 (2017)
- gemeinsam mit Lilli Licka, Lionella Scazzosi und Axel Timpe: Urban Agriculture Europe. Jovis Verlag. Berlin (2016)
- gemeinsam mit Katharina Christenn, Axel Timpe und Ayça Sancar (Hrsg.): Urban Agricultural Heritage. Birkhäuser Verlag. Basel / Berlin / Boston (2023)

## Projekte (Auswahl)

### Forschung (RWTH Aachen)
- INSUAH – Integrated Study on Urban Agriculture as Heritage (VW-Stiftung)
- EFUA – European Forum on Urban Agriculture (Horizon 2020)
- proGIreg – Productive Green Infrastructure for post-industrial urban regeneration (Horizon 2020)
- GoGreenRoutes – Resilient Optimal Urban Natural, Technological and Environmental Solutions (Horizon 2020)

abgeschlossen
- Nachwuchs – Stadt und Landwirtschaft wachsen gemeinsam (BMBF, Stadt-Land-Plus)
- RAMONA – Stadtregionale Ausgleichstrategien als Motor einer nachhaltigen Landnutzung (BMBF, Stadt-Land-Plus)
- setup food strip – start-up Strategie für innovative Landwirtschaft (BMWi)
- Herrenhausen Conference: Urban Agricultural Heritage and the Shaping of Future Cities (VW-Stiftung)
- CoProGrün – Co-produzierte Grünzüge als nachhaltige kommunale Infrastruktur (BMBF)
- COST Action Urban Agriculture Europe (EU)
- 3LP Landscape policies for the 3 countries park (EU ESPON)

### Praxis (lohrberg stadtlandschaftsarchitektur)

#### Gebautes Werk (als Büroinhaber)
- Veilbrunnenpark Stuttgart mit Marga-von-Etzdorf-Platz (2020, im Auftrag der Stadt Stuttgart)
- Residenzbereich Donaueschingen, Umfeld Donauquelle (2016, im Auftrag der Stadt Donaueschingen)
- Landschaftspark Belvedere (2014, im Auftrag der Stadt Köln)
- Waldlabor Köln (2010, im Auftrag der Stadt Köln)
- Grenzüberschreitende Gartenschau Marktredwitz/Eger 2006 (2003–2006, im Auftrag der Entwicklungsgesellschaft Landesgartenschau Marktredwitz)
- Dokumentationsstätte zum KZ-Außenlager „Lieberose“ / Sowjetisches Speziallager Jamlitz, (2003, im Auftrag der Kirchengemeinde Lieberose, in Zusammenarbeit mit Martin Bennis)

#### Planungen (als Büroinhaber)
- Freiraumkonzept Hallschlag – Straßen, Wege, Plätze (2010–2012, im Auftrag der Stadt Stuttgart). Belobigung Deutscher Städtebaupreis 2016
- Masterplan blau_Mannheim_blau (2006–2010, im Auftrag der Stadt Mannheim)
- Masterplan terra:nova (2008, im Auftrag des Rhein-Erft-Kreises)
- Strukturkonzept Biomassepark Hugo (2007–2016, im Auftrag des Landes NRW)
- Rahmenplan Nachnutzung Alte Messe Killesberg (2006–2007, im Auftrag der Stadt Stuttgart)
- Masterplan Emscher Landschaftspark 2010 – Nachhaltige Land- und Forstwirtschaft (2003–2004, im Auftrag der ProjektRuhr GmbH)

#### Gebautes Werk (als Partner)
- Neckarpark Grüne Mitte (2017, im Auftrag der Stadt Stuttgart)
- Neugestaltung des öffentlichen Raumes zwischen Residenz und Innenstadt mit Umfeld „Donauquelle“ (2016, im Auftrag der Stadt Donaueschingen)

#### Planungen (als Partner)
- Gärtnern in Freiburg im Breisgau – Konzept zur Entwicklung von Kleingärten und Flächen für andere gärtnerische Nutzungen (2016–2018, im Auftrag der Stadt Freiburg)